# نابودی حتمی طرفین

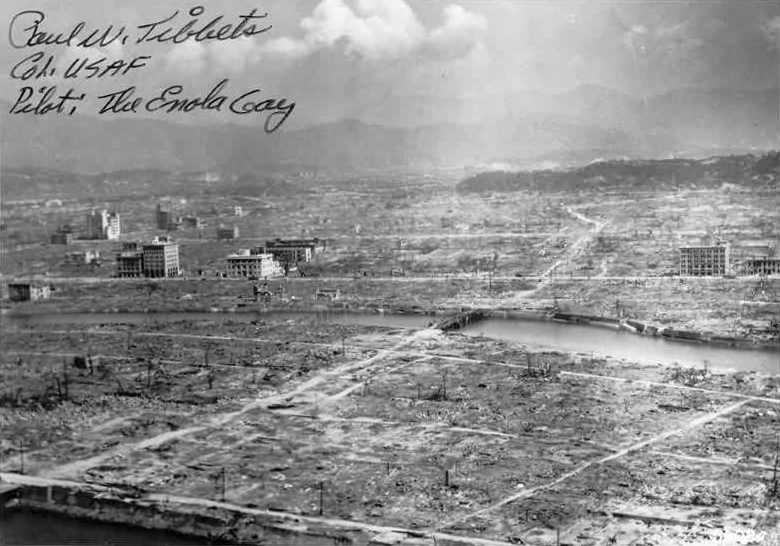
پیامد بمباران اتمی هیروشیما

نابودی حتمی طرفین (به انگلیسی: Mutual assured destruction یا mutually assured destruction یا MAD) یا اضمحلال حتمی طرفین آموزه‌ای در راهبرد نظامی و سیاست امنیت ملی است که بنا بر آن استفادهٔ همه‌جانبه از سلاح‌های پرقدرت کشتارجمعی توسط دو یا چند دولت متخاصم، منجر به نابودی کامل هم مهاجم و هم مدافع خواهد شد (حملهٔ هسته‌ای پیش‌گیرانه و ضربه دوم را ببینید). این دکترین مبنی بر نظریهٔ بازدارندگی است که بر اساس آن تهدید به استفاده از جنگ‌افزارهای پرقدرت علیه دشمن منجر به امتناع دشمن از به‌کارگیری همان جنگ‌افزارها می‌شود. این راهبرد صورتی از تعادل نش است که در آن هیچ‌یک از طرفین مسلح، نه انگیزه‌ای برای منازعه دارند و نه خلع سلاح.